# Mortífago
En las novelas de la serie Harry Potter escritas por J. K. Rowling, se denomina mortífagos (en inglés: Death Eaters) a los seguidores del mago tenebroso llamado Lord Voldemort.
Los principios del grupo en dichas novelas se remontan a los años en que Tom Riddle estudiaba en el Colegio Hogwarts de Magia y Hechicería, momento en que comenzaba a cobrar poder. Los seguidores del que posteriormente sería Lord Voldemort llevan a cabo las misiones que su amo les encarga y le deben obediencia ciega, hasta el grado de anteponer su lealtad por encima de su propia familia. Como prueba de ello, Rowling cuenta que todos ellos llevan tatuada en el brazo izquierdo la Marca Tenebrosa, el símbolo de Lord Voldemort y el medio que este último utiliza para convocarlos. Tras unirse al grupo, se exigía al nuevo miembro una obediencia total hasta la muerte. El no cumplir con este requisito resultaba en un castigo fatal.
En la cronología de los libros de Harry Potter, los mortífagos conformaron el ejército de Lord Voldemort durante la Primera Guerra en la comunidad mágica, momento en que intentaron tomar el poder; durante este período se encargaban de luchar contra el Ministerio de Magia y la Orden del Fénix, dos organizaciones enemigas, además de atacar a las familias de sus opositores y reclutar nuevos miembros.
El primer libro, Harry Potter y la piedra filosofal comienza en 1981, el día del intento de Lord Voldemort de asesinar a Harry Potter (un bebé por aquel entonces). Cuando ese ataque falló, se produjo una merma en sus poderes y la pérdida de su cuerpo, así como también la creación del octavo Horrocrux en una forma totalmente involuntaria. Sin el amparo de su líder, muchos mortífagos negaron su lealtad hacia él para eludir la condena que los llevaría a la prisión de Azkaban. Años después, la organización volvería al control de Voldemort cuando se produjo su retorno, lo que daría inicio a la Segunda Guerra.

## Nombre
El nombre de esta organización está compuesto por el prefijo morti-, que significa "muerte", y -fago, que significa "que come". Esto hace referencia al objetivo principal de Lord Voldemort. En Harry Potter y el cáliz de fuego tiene lugar una asamblea convocada por «el Innombrable» donde se menciona lo siguiente: "Ustedes conocen mi meta: conquistar la muerte". El estudioso David Colbert señaló que la invocación utilizada por Voldemort para reunir a sus huestes (morsmordre) es una voz en latín que significa "morder la muerte".
Death Eater se traduciría al castellano, literalmente, como "devorador de muerte" pero dado que este término resultaría de difícil pronunciación y de dicción dudosa en castellano, los traductores optaron por acuñar un neologismo utilizando raíces léxicas grecolatinas: el término "mortífago".
Originalmente, la autora había planeado nombrar a los miembros de esta organización como Caballeros de Walpurgis en referencia al famoso aquelarre, pero cambió de opinión, decantándose por "death eaters".

## Sinopsis
Los mortífagos son magos y brujas liderados por Lord Voldemort. Algunos, como Bellatrix Lestrange, son el tipo de mortífagos a los que Voldemort es más cercano. Los mortífagos tienen una Marca Tenebrosa en su antebrazo, la cual Voldemort puede usar para convocar a todos los mortífagos. Cuando Voldemort fracasó en matar a Harry Potter, perdió sus poderes, y se enfadó al regresar debido a que ningún mortífago lo buscó.

### Antes de Harry Potter
Los mortífagos existieron 11 años antes de los eventos de los libros, torturando y asesinado muggles, así como a cualquiera que se les opusiera o que se creyera que tuviera información que pudiera facilitar o dificultar su ascenso al poder. También se lo hacían a los traidores a la sangre (magos y brujas, generalmente de sangre pura, que socializaban o al menos no se oponían a los muggles e hijos de muggles). Alrededor de 10 años después de que los mortífagos surgieron por primera vez, una vidente llamada Sybill Trelawney hizo una profecía sobre un niño que podría tener el poder de vencer para siempre a Voldemort. La profecía podría referirse tanto a Harry Potter como a Neville Longbottom; sin embargo, Voldemort eligió a Harry, como dice en la profecía. Como Voldemort era mestizo, eligió a su "igual", Harry, cuya madre era una bruja hija de muggles, en vez de Neville, que venía de una larga línea de magos de sangre pura. Actuando según la información del guardián del secreto de James y Lily Potter, Peter Pettigrew, Voldemort intentó completar la profecía y matar a su rival siendo un bebé. Debido al sacrificio de la madre de Harry para salvar a su hijo, el maleficio asesino de Voldemort rebotó en Harry y dejó incorpóreo a Voldemort.
Con Voldemort derrotado después de fracasar en matar a Harry, los mortífagos se disolvieron por largo tiempo. El Ministerio de Magia acorraló a varios de ellos y los encarceló en Azkaban (la prisión mágica), pero algunos evadieron la justicia exclamando que estaban bajo el control del maleficio Imperius o delatando a otros mortífagos, como hizo Igor Karkaroff; Harry atestigua el testimonio de Karkaroff contra antiguos mortífagos en el pensadero de Albus Dumbledore en Harry Potter y el cáliz de fuego. Parece que muy pocos mortífagos apoyaban a su amo caído y fueron con orgullo a Azkaban por él (como Bellatrix Lestrange), ya que, en Harry Potter y el misterio del príncipe, Snape dice que si Voldemort se hubiera negado a aceptar nuevamente a todos aquellos que le dieron la espalda al caer, tendría muy pocos seguidores. Los Lestrange (Rabastan, Rodolphus y Bellatrix) fueron los únicos tres mortífagos que se sabe que han sacrificado voluntariamente su libertad por Voldemort. Esto es algo que no es desconocido por él, ya que clama, cuando regresa, que ellos serán recompensados por su lealtad.

### Resurgimiento
A principios de Harry Potter y el cáliz de fuego, un grupo de mortífagos se manifiesta después del Campeonato Mundial de Quidditch. Se reúnen para formar un gran espectáculo y disturbios que desatan el caos y el miedo instantáneo entre la comunidad mágica. Su apariencia misma crea histeria, y sus números crecen mientras torturan muggles e hijos de muggles en el lugar. Esto concluye cuando la Marca Tenebrosa es producida en el cielo por Barty Crouch Jr.
Voldemort, habiendo recuperado toda su fuerza al final de el cáliz de fuego, convoca a sus seguidores tocando la Marca Tenebrosa de Peter Pettigrew. Excepto por Severus Snape (quedándose en Hogwarts para seguir encubierto, según Voldemort), y aquellos muertos, encarcelados o con temor de regresar, la mayoría regresó a su servicio al comenzar su segundo intento de llegar al poder.
Voldemort dice en su renacimiento: "Y aquí tenemos a seis mortífagos desaparecidos... tres de ellos muertos en mi servicio. Otro, demasiado cobarde para venir, lo pagará. Otro que creo que me ha dejado para siempre... ha de morir, por supuesto. Y otro que sigue siendo mi vasallo más fiel, y que ya se ha reincorporado a mi servicio". Basado en sucesos posteriores en los libros, se puede deducir que el "demasiado cobarde para venir" es Igor Karkaroff. El que cree que lo "ha dejado para siempre" es Severus Snape, quien regresa dos horas más tarde para explicar su ausencia y convencer a Voldemort de que es un espía para él. El "vasallo más fiel" es Barty Crouch Jr., que ya ha estado en Hogwarts trabajando para Voldemort. Y entre los tres muertos se incluyen Evan Rosier, Wilkes y Regulus Black.
El Ministro de Magia de ese momento, Cornelius Fudge, se engañó a sí mismo al creer que Voldemort no pudo haber regresado y que todo era una mentira inventada por Dumbledore, quien Fudge creía que quería su puesto en el gobierno. Los mortífagos usan sus ventajas tácticas a lo largo de Harry Potter y la Orden del Fénix para mantener su secreto. Debido a la negativa del Ministerio de quitar a los dementores de Azkaban, lo que Dumbledore aconsejó inmediatamente después del regreso de Voldemort, los mortífagos reclutaron a los dementores para su causa e hicieron un progreso similar con los gigantes; la revuelta de los dementores contra el Ministerio de Magia también le permitió a los mortífagos reforzar sus filas con la fuga masiva de varios mortífagos encarcelados.
En la Orden del Fënix, Voldemort envió un grupo de doce mortífagos, liderado por Lucius Malfoy, al Departamento de Misterios, donde esperaba que obtuvieran una profecía de vital importancia para él: habiendo atacado originalmente a Harry basado en un relato parcial de ella, él ahora quería escuchar la versión completa para entender mejor, o incluso del todo, la conexión entre Harry y él mismo. La redada en el Departamento fracasó, sin embargo; Harry y sus amigos retrasaron a los mortífagos y mantuvieron la profecía fuera de sus manos, finalmente destruyéndola, siendo ayudados por la Orden del Fénix y más tarde por Dumbledore mismo. Él capturó a once de los doce mortífagos, dejando escapar a Bellatrix y a Voldemort después de un violento duelo con este último, y terminando con el secreto de los mortífagos. Lucius, que había sido importante tanto para los mortífagos como dentro del Ministerio, fue capturado y encarcelado. Sin embargo, los mortífagos se reagrupan, asesinando y secuestrando magos importantes, matando muggles, y en general sembrando el terror y el caos por el mundo mágico.
Hacia el final de Harry Potter y el misterio del príncipe, los mortífagos atacan Hogwarts por primera vez en la serie, llevando a la muerte de Dumbledore y daños en varios defensores de la escuela. Un segundo ataque, más letal, cerca del final de Harry Potter y las reliquias de la Muerte resultó en muchísimas muertes, entre ellas la de Voldemort, quien murió cuando el maleficio asesino que le lanzó a Harry le rebotó. La muerte de Voldemort fue el fin de los mortífagos.

### Ideología
Los mortífagos practican hechizos ilegales y peligrosos conocidos como magia oscura. Su ideología es de superioridad racial. Ellos creen que los magos son, como el título de un libro dentro de la novela, "la nobleza de la naturaleza"; que otras criaturas mágicas y los seres no mágicos son inferiores, y que deberían ser esclavizados. Dentro de la comunidad mágica, solo aquellos que son hijos de padres magos son dignos de poder mágico, a pesar del hecho de que el linaje de hecho no determina quién posee tales poderes. Ellos categorizan a los magos de acuerdo con la pureza de sangre: sangre pura (todos ancestros magos), mestizos (parientes magos y muggles) y sangre sucia (un apodo despectivo para los hijos de muggles, hijos de padres no mágicos); aunque en mayor parte buscan poder y control completos sobre todo el mundo mágico, deseando restringir el liderazgo a un pequeño grupo de magos de sangre pura. Los mortífagos no solo buscan la restauración de la regla de sangre pura sobre la comunidad mágica, sino que también la eventual esclavización de la comunidad muggle bajo el dominio de los magos.
En realidad, la idea de la pureza de sangre es una denominación errónea —Voldemort mismo es un mestizo— y es muy poco probable que todos ellos puedan ser de sangre pura, ya que muy poca gente podría existir dada la pequeña reserva genética. En el misterio del príncipe, Rowling muestra a los Gaunt como una familia obsesionada con sus ancestros y llegando a la endogamia para preservar su integridad. Rowling dijo en su sitio web que ya no quedan verdaderas familias de sangre pura, pero que aquellas que se hacen llamar así simplemente borran a los muggles, squibs y mestizos de sus registros familiares.
Los mortífagos también han atacado magos de sangre pura que se oponen a ellos. Ejemplos de esto son los miembros de sangre pura de la Orden del Fénix como Sirius Black, los hermanos Prewett, o algunos miembros de la familia Weasley. Tales personas son normalmente llamadas traidores a la sangre, por aquellos con ideologías similares a las de los mortífagos. Por otro lado, Rowling dijo que un mago hijo de muggles puede convertirse en mortífago "en circunstancias muy extraordinarias". Tampoco están en contra de reclutar criaturas que consideran inferiores, como se evidencia con el hombre lobo Fenrir Greyback y un clan de gigantes, siempre y cuando ayuden a impulsar la agenda de los mortífagos.

### Los mortífagos y sus crímenes
Los siguientes personajes son mortífagos identificados durante la serie, y los crímenes que cometieron: la 
| Personaje                      | Antecedentes y crímenes conocidos |
| ------------------------------ | --- |
| Avery                          | Dijo haber estado bajo el maleficio Imperius para evadir la prisión. Voldemort lo tortura durante el ritual de su renacimiento. Participa en el allanamiento al Departamento de Misterios, y más tarde escapa de Azkaban. También le dice erróneamente a Voldemort que cualquiera podría tomar la profecía del Departamento de Misterios, contrario al hecho de que solo los que estén involucrados podrían hacerlo. Esto causa que Voldemort lo torture nuevamente. |
| Regulus Black                  | Desertó cuando descubrió que Voldemort estaba creando Horrocruxes y probando las defensas que rodeaban a uno de ellos con su elfo doméstico, Kreacher. Más tarde fue asesinado por un Inferi mientras sacaba el Horrocrux que Kreacher había ayudado a Voldemort a ocultar. |
| Alecto y Amycus Carrow         | Atacaban a la gente dentro de Hogwarts. Torturaban estudiantes mientras enseñaban en Hogwarts. También estuvieron en la cima de la Torre de Astronomía cuando Dumbledore es asesinado. Son derrotados antes de la batalla de Hogwarts por Harry Potter y Minerva McGonagall. |
| Crabbe Sr.                     | El padre de Vincent Crabbe. Presente en el renacimiento de Voldemort. Participa en el allanamiento en el Departamento de Misterios, y más tarde escapa de Azkabán. |
| Barty Crouch Jr.               | Participó en la tortura y la incapacitación permanente de Frank y Alice Longbottom, usando el maleficio Cruciatus. Escapó de Azkaban después de dicho crimen. Llevó a Harry Potter a Voldemort. Personificó a Alastor Moody usando la poción multijugos para ello. Asesinó a su padre, Barty Crouch Sr.. Aturdió a Fleur Delacour y usó el maleficio Imperius en Viktor Krum. Fue escondido por su padre y su elfina doméstica, Winky. Más tarde recibió el beso del Dementor. |
| Antonin Dolohov                | Ayudó a matar a Gideon y Fabian Prewett. Torturó incontables muggles y oponentes de Voldemort. Escapó de prisión catorce años más tarde para reunirse con Voldemort. Hirió seriamente a Hermione Granger y Alastor Moody con maleficios desconocidos en la batalla del Departamento de Misterios, y más tarde escapó de Azkaban. Atacó a Harry, Ron, y Hermione en Tottenham Court Road con Thorfinn Rowle, pero no logró herirlos. Mató a Remus Lupin durante la batalla de Hogwarts. Más tarde es derrotado por Filius Flitwick. |
| Gibbon                         | Ataca a la gente dentro de Hogwarts. Pone la Marca Tenebrosa en el cielo la noche de la muerte de Dumbledore. Es accidentamente asesinado por su compañero mortífago Thorfinn Rowle. |
| Goyle Sr.                      | El padre de Gregory Goyle. Presente en el renacimiento de Voldemort. |
| Fenrir Greyback                | Conocido como el hombre lobo más salvaje, le gusta cazar y atacar niños. Daña el rostro de Bill Weasley y Lavender Brown. Líder de la banda de carroñeros que capturó a Harry, Ron, y Hermione. Participa en la batalla de Hogwarts, donde es derribado por la profesora Trelawney, que le lanza una bola de cristal a la cabeza desde la cima de una torre. Más tarde es derribado por Ron Weasley y Neville Longbottom. Fue responsable de convertir a Remus Lupin en hombre lobo. |
| Jugson                         | Participa en la batalla en el Departamento de Misterios y más tarde escapa de Azkaban. |
| Igor Karkaroff                 | Capturado y encarcelado en Azkaban. Más tarde es liberado por delatar a compañeros mortífagos, entre ellos Barty Crouch Jr. Se convierte en director de Durmstrang. Después del renacimiento de Voldemort, huye para esconderse, pero más tarde es encontrado muerto. |
| Bellatrix Lestrange            | Participa en la tortura y la incapacidad permanente de Frank y Alice Longbottom usando el maleficio Cruciatus. Escapa de prisión catorce años más tarde para reunirse con Voldemort. Tortura a Neville Longbottom, mata a Nymphadora Tonks, y asesina Sirius Black en el allanamiento en el Departamento de Misterios. Tortura a Hermione Granger y Griphook, y asesina a Dobby en la Mansión Malfoy. Asesina a Nymphadora Tonks e intenta matar a Ginny Weasley en un duelo con ella, y a Hermione y Luna Lovegood durante la batalla de Hogwarts. Más tarde es asesinada por Molly Weasley. |
| Rodolphus y Rabastan Lestrange | Son hermanos. Participan en la tortura y la incapacitación permanente de Frank y Alice Longbottom usando el maleficio Cruciatus. Escapan de prisión catorce años más tarde para reunirse con Voldemort. Participan en el allanamiento en el Departamento de Misterios, y escapan nuevamente de Azkaban. Rodolphus Lestrange es el esposo de Bellatrix Lestrange. |
| Walden Macnair                 | Empleado como verdugo para la Comisión para las Criaturas Peligrosas; intenta ejecutar a Buckbeak, pero falla, ya que el hipogrifo es liberado. Presente en el renacimiento de Voldemort. Persuade a los gigantes para unir fuerzas con los mortífagos. Participa en el allanamiento en el Departamento de Misterios, y más tarde escapa de Azkaban después de dicho crimen. También participa en la batalla de Hogwarts. Él es lanzado a través de la habitación por Rubeus Hagrid, quedando inconsciente. |
| Draco Malfoy                   | Lleva a cabo tres intentos de asesinato fallidos: intenta asesinar a Albus Dumbledore; envenena sin querer a Ron Weasley con hidromiel e hiere gravemente a Katie Bell con un collar maldito. Proporciona los medios a los mortífagos para entrar a Hogwarts. Usa el maleficio Imperius sobre Madame Rosmerta. Tortura a su compañero mortífago Thorfinn Rowle por orden de Voldemort. Participa en la batalla de Hogwarts. Es interpretado por Tom Felton en todas las adaptaciones cinematográficas. En el epílogo, él es visto casado con Astoria Greengrass, con un hijo, Scorpius Malfoy. |
| Lucius Malfoy                  | Le da el diario de Tom Riddle a Ginny Weasley. Amenaza a los gobernadores de la escuela. Intenta atacar a Harry Potter después de perder a su elfo doméstico, Dobby. Tortura una familia muggle y participa en un violento alboroto en el Campeonato Mundial de Quidditch. Presente en el renacimiento de Voldemort. Coloca al miembro de la Orden del Fénix Sturgis Podmore y al empleado del Departamento de Misterios Broderick Bode bajo el maleficio Imperius para intentar obtener una profecía para su amo. Lideró la operación en el Departamento de Misterios, y más tarde escapó de Azkaban después de dicho crimen. Tiene numerosos cargos de soborno. Es padre de Draco Malfoy y esposo de Narcisa Malfoy. |
| Mulciber                       | Se especializa en el maleficio Imperius. Escapa de Azkaban catorce años después para reunirse con Voldemort. Participa en el allanamiento en el Departamento de Misterios, y escapa nuevamente de Azkaban. También le hizo un peligroso embrujo a Mary McDonald mientras estudiaba en Hogwarts. |
| Nott Sr.                       | Padre de Theodore Nott. Es viudo. Presente en el renacimiento de Voldemort. Participó en el allanamiento en el Departamento de Misterios, y más tarde escapó de Azkaban. |
| Peter Pettigrew                | Espía a la Orden del Fénix para Voldemort. Traicionó a los Potter como su guardián del secreto. Culpó a Sirius Black por la traición, y, por lo tanto, la muerte de James y Lily Potter, asesinó a doce muggles y se cortó el dedo en el proceso de fingir su muerte. Asesina a Cedric Diggory con la varita de Voldemort. Ayuda a Voldemort a buscar un nuevo cuerpo. Es asesinado por su mano creada con magia, ya que esta es leal a Voldemort, cuando Pettigrew no quiere matar a Harry. Es un animago no registrado que puede convertirse en una rata. Esta rata es la mascota de Ron (llamada Scabbers), hasta el prisionero de Azkaban, cuando se revela su verdadera identidad.                                |
| Augustus Rookwood              | Un antiguo inefable que actuaba como si ayudara a la causa anti-Voldemort, pero se reveló que era un doble agente, obteniendo información de Ludo Bagman y otros agentes involuntarios a lo largo del Ministerio. Escapa de prisión catorce años más tarde para reunirse con Voldemort. Le informa a su amo que la información de Avery sobre que Bode podía robar la profecía es incorrecta. Participa en el allanamiento en el Departamento de Misterios, y más tarde escapa de Azkaban. Participa en la batalla de Hogwarts, su explosión fue la que mató a Fred Weasley y es finalmente aturdido por Aberforth Dumbledore.                                                                                         |
| Evan Rosier                    | Destruyó parte de la nariz de Alastor Moody durante una pelea con aurores. Es asesinado en dicha pelea. |
| Thorfinn Rowle                 | Ataca gente dentro de Hogwarts y accidentalmente mata a su compañero mortífago Gibbon. Ataca a Harry, Ron y Hermione en Tottenham Court Road, con Antonin Dolohov. Más tarde, es torturado por Draco Malfoy por orden de Voldemort. Participa en la batalla de Hogwarts. |
| Scabior                        | En algún punto de su vida, Scabior fue encarcelado en Azkaban por crímenes desconocidos, pero fue liberado un tiempo antes o después de la infiltración de Voldemort en el Ministerio de Magia. Fue parte de la banda de carroñeros que atrapó y llevó a Hermione, Harry y Ron a la Mansión Malfoy. Era de Slytherin. |
| Selwyn                         | Ataca a Rubeus Hagrid y Harry Potter en la batalla de los siete Potter. Tortura a Xenophilius Lovegood. |
| Severus Snape                  | Le dio a Voldemort información sobre la profecía de Sybill Trelawney, lo que llevó a las muertes de James y Lily Potter. Mata a Dumbledore en la Torre de Astronomía, aunque más tarde se revela que Dumbledore ya estaba muriendo y le pidió a Snape que lo mate. Es asesinado por Nagini, la serpiente mascota de Voldemort y un Horrocrux. Él y Lily Evans eran amigos de la infancia hasta que se distanciaron en su adolescencia. Su amor incondicional por Lily era tal que lo hizo traicionar a Voldemort y convertirse en doble agente después de que Voldemort la mató. Aún después de todo ese tiempo, siempre amó a Lily.                                                                                   |
| Travers                        | Ayudó a matar a los McKinnon. Escapó de prisión catorce años después para reunirse con Voldemort. Tortura a Xenophilius Lovegood. Acompaña a Hermione, que estaba disfrazada como Bellatrix, a Gringotts. También participa en la batalla de Hogwarts. Es visto batiéndose a duelo contra Parvati Patil. |
| Wilkes                         | Matado por aurores durante la Primera Guerra Mágica. |
| Yaxley                         | Ataca gente dentro de Hogwarts. Coloca a Pius Thicknesse bajo el maleficio Imperius. También participa en la batalla de Hogwarts. Más tarde es derrotado por Lee Jordan y George Weasley. |

## Indumentaria
En las novelas, los mortífagos poseen una vestimenta oficial que suelen utilizar solo cuando son convocados por su amo o durante misiones que este les encarga. Visten por lo general largas túnicas negras o capas del mismo color. También llevan máscaras con rendijas a través de las cuales se podían ver sus ojos.
En las adaptaciones cinematográficas de las novelas, los mortífagos visten atuendos con sutiles diferencias. En Harry Potter y el cáliz de fuego, por ejemplo, los acólitos de Voldemort aparecen en el Campeonato Mundial como figuras encapuchadas cuyos rostros están cubiertos por máscaras de cuero.
Para Harry Potter y la Orden del Fénix, la diseñadora de vestuario Jany Temime cambió sutilmente la indumentaria de los mortífagos. En vez de esas capuchas con terminación en punta portan unas negras y azules que les caen sobre los hombros, dejando al descubierto unas máscaras metálicas de colores como el dorado, muchas de ellas similares a las máscaras utilizadas desde la Edad Media para los prisioneros de alto peligro. La única excepción a estas reglas de vestuario fue la actriz Helena Bonham Carter, cuyo personaje, Bellatrix Lestrange, lleva un vestido negro con corsé y ninguna máscara. En Harry Potter y el misterio del príncipe se continuó con la línea estilística establecida en la película anterior.

## Mortífagos

### Regulus Black
- Estatus: Fallecido
- Única aparición: Harry Potter y el misterio del príncipe
- Interpretado por: Thomas Moorcroft (Fotografía)

Regulus Arcturus Black es el hermano menor de Sirius Black. De acuerdo con Harry Potter y la Orden del Fénix, murió "unos quince años atrás" desde la perspectiva de agosto de 1995. Antes de la publicación del último libro, Rowling dijo que Regulus estaba muerto, pero no comentó la naturaleza de su muerte. Ella también remarcó en una entrevista: "Regulus se involucró demasiado. Como Draco. Se sintió atraído a eso, pero la realidad de qué significaba eso era muy difícil de manejar". Sirius lo describió como el hijo favorito de sus padres debido a que aceptaba sus ideales sobre la pureza de sangre. Regulus quedó en la casa de Slytherin y jugó de buscador en su equipo de Quidditch. Se unió a los mortífagos a la edad de dieciséis años, pero más tarde se arrepiente.
El elfo doméstico de los Black, Kreacher, le revela a Harry y sus amigos en Harry Potter y las reliquias de la Muerte que Regulus le ordenó ayudar a Voldemort a esconder el guardapelo de Slytherin. Kreacher fue forzado a tomar la poción que protegía el guardapelo para probar su efectividad. La poción (la misma que Albus Dumbledore toma tiempo después en la misma cueva) causa que se revivan pensamientos o recuerdos horribles, intenso dolor de estómago y deshidratación. Kreacher fue forzado a ir al agua infestada de Inferi y tomarla, y solo fue salvado por el hecho de que la Aparición funciona de manera distinta a la de los magos (Regulus le ordenó que volviera). Cuando Kreacher le contó a Regulus lo ocurrido, él se empezó a preocupar. Poco después, forzó al elfo a llevarlo a la cueva. Allí, Regulus, en vez de forzar a Kreacher a tomarla, él tomó la poción entera y cambió el guardapelo por uno falso. Antes de ser arrastrado al fondo del agua y asesinado por los Inferi, Regulus le dijo a Kreacher que destruya el guardapelo original y que no le cuente a su madre lo que él había hecho. Regulus dedujo que el guardapelo era un Horrocrux debido a las varias pistas que Voldemort había dejado de haberlos creados, creyendo en su arrogancia que nadie los buscaría y destruiría. Varios años después de su sacrificio, Kreacher revela que él aún es leal a la memoria de Regulus, incluso liderando a los elfos domésticos en la batalla de Hogwarts en nombre de Regulus.
Regulus aparece en una fotografía de Horace Slughorn en la adaptación cinematográfica de Harry Potter y el misterio del príncipe, interpretado por Thomas Moorcroft.

### Hermanos Carrow
- Estatus: Vivos
- Primera aparición: Harry Potter y el misterio del príncipe
- Última aparición: Harry Potter y las reliquias de la Muerte: parte 2
- Interpretados por: Suzie Toase y Ralph Ineson
- Doblado por: Carlo Vázquez (Hispanoamérica)

Alecto Carrow y Amycus Carrow son hermanos mortífagos que participan en el ataque a Hogwarts al final de Harry Potter y el misterio del príncipe. Se dice que después de la primera caída de Voldemort, ellos creían que se había ido para siempre.
En Harry Potter y las reliquias de la Muerte, Alecto y Amycus se convierten en profesores en Hogwarts, castigando severamente a los estudiantes que se opongan a Voldemort. Amycus enseña Defensa Contra las Artes Oscuras, pero según Neville Longbottom, en ese momento solo se llama Artes Oscuras, en donde los estudiantes son forzados a usar el maleficio Cruciatus sobre los estudiantes castigados. Alecto enseña Estudios Muggles, que se convierte en una asignatura obligatoria, y le enseña a los estudiantes que los muggles son como animales. Justo antes de la batalla de Hogwarts, Alecto espera en la Torre de Ravenclaw por órdenes de Voldemort, preparada para capturar a Harry, pero es aturdida por Luna Lovegood después de tocar su Marca Tenebrosa para convocar a Voldemort. Amycus, después de ver lo ocurrido, trata de conspirar con Minerva McGonagall, que lo ayuda a entrar al salón, y culpar a los de Ravenclaw por el estado de su hermana. McGonagall se niega y discute con Amycus, quien le escupe en la cara. Furioso por esto, Harry, que estaba bajo su capa de invisibilidad, le lanza el maleficio Cruciatus, con tal poder que Amycus se desmaya. Más tarde, McGonagall lo coloca bajo el maleficio Imperius, luego lo ata con su hermana y los coloca en una red.
Suzie Toase y Ralph Ineson interpretan a Alecto y Amycus respectivamente en Harry Potter y el misterio del príncipe, y en Harry Potter y las reliquias de la Muerte: parte 1 y parte 2.

### Barty Crouch Jr.
- Estatus: Fallecido
- Única aparición: Harry Potter y el cáliz de fuego
- Interpretado por: David Tennant / Brendan Gleeson (como Alastor «Ojoloco» Moody)
- Doblado en Hispanoamérica por: Óscar Gómez / Maynardo Zavala (como Alastor «Ojoloco» Moody) / Marcelo Armand (Redoblaje)

Bartemius "Barty" Crouch, Junior fue capturado con los Lestrange, que torturaron a Frank y Alice Longbottom, padres de Neville Longbottom, hasta la locura. Su padre, Barty Crouch Sr., que dirigía el Departamento de Operaciones Mágicas Especiales en ese momento, lo sentenció a cadena perpetua en Azkaban. Sin embargo, él más tarde rescató a su hijo como un favor a su esposa moribunda. Cuando ellos lo visitaron en Azkaban, la señora Crouch usó la poción multijugos para cambiar apariencias con su hijo, dejando que él escapara mientras ella se quedó en su lugar. Cuando ella murió, fue enterrada bajo la identidad de él. Crouch Jr. fue curado por Winky, la elfina doméstica de la familia.
Para evitar que regrese al servicio de Voldemort, Crouch Sr. controlaba a su hijo con el maleficio Imperius y lo mantuvo escondido bajo una capa de invisibilidad. Cuando Bertha Jorkins descubrió la verdad, las noticias alcanzaron a Voldemort, quien rescató a Crouch Jr. y colocó a Crouch Sr. bajo el maleficio Imperius. Crouch Jr. luego aprisiona a Alastor "Ojoloco" Moody, un auror famoso, y usando la poción multijugos asume la apariencia y posición de Moody para infiltrarse en Hogwarts como nuevo profesor de Defensa Contra las Artes Oscuras. A pesar de no ser un profesor real, Crouch Jr. hace un buen trabajo y la clase aprende bastante de él. Crouch Sr. escapa y, exhausto y delirante por el maleficio Imperius, llega a Hogwarts para contarle a Dumbledore sobre el regreso de Voldemort, pero su hijo, leal a los mortífagos, lo asesina en los terrenos del castillo. Transforma el cuerpo en un hueso, y lo entierra en tierra recién removida en frente de la cabaña de Hogwarts.
El revivido Torneo de los Tres Magos es llevado a cabo en Hogwarts, y Voldemort le da a Crouch Jr. la tarea de asegurarse de que Harry gane. Para hacerlo, él embruja a Viktor Krum para que ataque a Cedric Diggory en el laberinto y aturda a Fleur Delacour. Cuando Harry y Cedric tocan simultáneamente la Copa de los Tres Magos, que es un traslador temporal, los transporta al cementerio en Pequeño Hangleton, casa de la familia Riddle. Allí, después de matar a Cedric, Peter Pettigrew usa la sangre de Harry en un ritual que le da un cuerpo a Voldemort. El Señor Tenebroso intenta matar a Harry, pero con la ayuda de los ecos de las víctimas más recientes de la varita de Voldemort, Harry escapa a través del traslador.
Cuando Harry reaparece en Hogwarts, el aún disfrazado Crouch Jr. espera tener éxito donde su amo fallo; pero Dumbledore, Snape y McGonagall frustran su plan. Bajo los efectos del Veritaserum, él les cuenta su plan. Aunque está muy vigilado para más tarde poder repetir su testimonio, el ministro de Magia Cornelius Fudge trae a un Dementor que succione el alma de Crouch para silenciarlo antes de que pueda ser llevado a juicio y confirme el regreso de Voldemort. Finalmente él queda despojado de sus recuerdos o sentido de sí mismo.
Crouch Jr. es interpretado por David Tennant en la adaptación cinematográfica de Harry Potter y el cáliz de fuego.

### Antonin Dolohov
- Estatus: Fallecido
- Primera aparición: Harry Potter y la Orden del Fénix
- Última aparición: Harry Potter y las reliquias de la Muerte: parte 1
- Interpretado por: Arben Bajraktaraj

Antonin Dolohov es un mortífago, cuyo nombre sugiere que es de nacionalidad eslava. En Harry Potter y el misterio del príncipe, se revela que es uno de los primeros mortífagos de Voldemort, estando presente en Cabeza de Puerco cuando Voldemort fue a Hogwarts a pedir un puesto de profesor y a esconder la diadema de Ravenclaw. Dolohov fue uno de los cinco mortífagos que mataron a Gideon y Fabian Prewett —los hermanos de Molly Weasley—. Él también torturó a varios muggles y oponentes de Voldemort durante la primera guerra. Dolohov es encarcelado en Azkaban, pero escapa durante la fuga masiva.
Dolohov participa en la batalla del Departamento de Misterios, donde hiere a Hermione, pero es encarcelado otra vez, y regresa a la prisión de Azkaban. Escapa una vez más un tiempo antes de los eventos de Harry Potter y las reliquias de la Muerte. Él rastrea a Harry, Ron y Hermione hasta una cafetería muggle después de que ellos usan el nombre de Voldemort (que recientemente se había convertido en tabú).Él es inmovilizado, mientras que su acompañante Rowle es aturdido, luego Hermione les borra la memoria, y más tarde son castigados por Voldemort. Dolohov participa en la batalla de Hogwarts, matando a Remus Lupin, y siendo con quien Aberforth Dumbledore fue visto por última vez. Él también es visto batiéndose a duelo con Dean Thomas hasta que Parvati Patil lo inmoviliza. Dolohov y Yaxley más tarde son enviados a buscar a Harry, y erróneamente piensan que el no se rendirá. Cuando la batalla se reinicia, el profesor Flitwick finalmente lo derrota.
Dolohov es interpretado por Arben Bajraktaraj en la adaptación cinematográfica de Harry Potter y la Orden del Fénix —aunque solo es acreditado como "mortífago de Azkaban"— y en Harry Potter y las reliquias de la Muerte: parte 1.

### Fenrir Greyback
- Estatus: Fallecido
- Primera aparición: Harry Potter y el misterio del príncipe
- Última aparición: Harry Potter y las reliquias de la Muerte: parte 2
- Interpretado por: Dave Legeno
- Doblado en Hispanoamérica por: Rodrigo Carralero / Roberto Molina

Fenrir Greyback es un hombre lobo involucrado con los mortífagos. Trabaja junto con Voldemort, ya que este promete justicia a los hombres lobo alrededor del país. Él no lleva la Marca Tenebrosa, ya que oficialmente no es un mortífago. Es conocido como el hombre lobo más salvaje de todos y es muy temido a lo largo del mundo mágico. Se posiciona cerca de sus víctimas cuando la luna está casi llena. Para cumplir su propósito en la vida de crear a todos los hombres lobo posibles, Greyback ha infectado a miles de personas incluyendo al joven Remus Lupin, después de que su padre había ofendido a Greyback. Es conocido por especializarse en morder niños pequeños. Al contrario de la mayoría de los hombres lobo, Greyback está sediento de sangre aún en su forma humana. En Harry Potter y el misterio del príncipe, Greyback aparece por primera vez la noche de la muerte de Dumbledore, cuando ataca a Harry y le deja una enorme cicatriz a Bill Weasley. Aunque Greyback no le transmite su licantropía, ya que estaba en forma humana en el momento del ataque, Bill más tarde muestra una preferencia por la carne cruda.
En Harry Potter y las reliquias de la Muerte, Greyback lidera una banda de carroñeros —magos tenebrosos que buscan hijos de muggles e indeseables a cambio de oro—. Cuando Harry usa accidentalmente el nombre de Voldemort después de que este es convertido en tabú, Greyback es alertado y su banda ataca el campamento de los protagonistas. El trío es capturado por los carroñeros y son llevados a la Mansión Malfoy. Bellatrix Lestrange le promete a Greyback darle a Hermione como recompensa por sus servicios, pero los prisioneros luchan para salir de allí y logran escaparse, siendo Greyback golpeado por un encantamiento aturdidor triple. Greyback es el líder de una manada de hombres lobo que está del lado de Voldemort, ayudándolo en la batalla de Hogwarts. Durante la batalla, Hermione, usando un maleficio explosivo, evita que Greyback ataque a la herida Lavender Brown, y una bola de cristal lanzada por Sybill Trelawney lo deja aturdido. Él regresa a la batalla a tiempo para la última resistencia de los mortífagos, cuando Ron Weasley y Neville Longbottom se unen para derribarlo.
Dave Legeno interpretó a Greyback en la adaptación cinematográfica de Harry Potter y el misterio del príncipe, y repitió su papel en ambas partes de Harry Potter y las reliquias de la Muerte.

### Igor Karkarov
- Estatus: Fallecido
- Única aparición: Harry Potter y el cáliz de fuego
- Interpretado por: Predrag Bjelac
- Doblado por: Gerardo Reyero (Hispanoamérica)

Igor Karkarov (del ruso: Игорь Каркаров) es el director del Instituto Durmstrang, una de las tres escuelas (junto con Hogwarts y Beauxbatons) que entró al Torneo de los Tres Magos. Como director, Karkarov también es uno de los jueces. Mientras que la mayoría del tiempo es untuosamente agradable, es capaz de una violenta furia. Cuando Harry es elegido como cuarto campeón y segundo representante de Hogwarts, Karkarov está muy enfadado y amenaza con retirarse del torneo. Aunque él se calma y decide quedarse, muestra evidente favoritismo hacia el campeón de Durmstrang, el jugador de Quidditch búlgaro Viktor Krum. Sirius Black más tarde identifica a Karkarov como un ex-mortífago. Karkaroff fue capturado por el auror Alastor Moody y encarcelado en Azkaban. Karkaroff más tarde le dijo al Ministerio de Magia que estaba arrepentido de sus acciones, y delató a varios mortífagos a cambio de su libertad. Así, él también pasa a ser odiado por los mortífagos. Su historia también lo conecta con Severus Snape, también un ex-mortífago. Karkarov interrumpe una clase de Pociones demandando hablar con Snape, y le muestra que su Marca Tenebrosa lo está quemando de nuevo (lo que solía ocurrir cuando Voldemort los convocaba). Aparentemente, Igor también tiene una historia desagradable con Alastor Moody, y trata de evadirlo sin éxito durante todo el torneo, sin saber que es Barty Crouch Jr. disfrazado. Al final de la novela, luego del regreso de Voldemort, Karkaroff se esconde, dejando atrás su cargo como director de Durmstrang. En la sexta novela, Harry Potter y el misterio del príncipe, Remus Lupin dice que Karkarov fue encontrado muerto en una choza con la Marca Tenebrosa flotando sobre ella, una indicación de que fue asesinado por otros mortífagos. Lupin también expresa sorpresa de que Karkarov haya logrado vivir por más de un año después de desertar de las filas de Voldemort, ya que no se sabía de nadie que haya durado tanto tiempo sin ser capturado.
Predrag Bjelac interpretó a Karkarov en la adaptación cinematográfica de Harry Potter y el cáliz de fuego.

### Bellatrix Lestrange
- Estatus: Fallecida

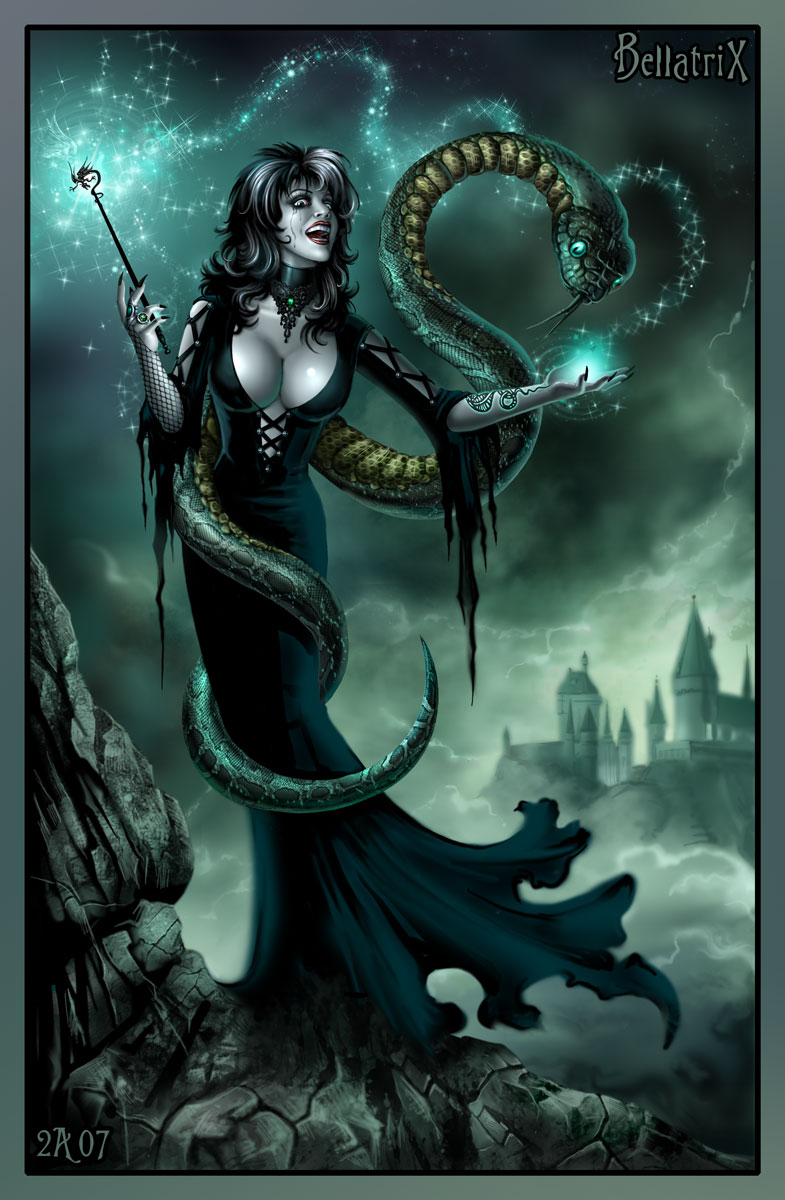
Recreación artística de Bellatrix Lestrange

- Primera aparición: Harry Potter y la Orden del Fénix
- Última aparición: Harry Potter y las reliquias de la Muerte: parte 2
- Interpretada por: Helena Bonham Carter
- Doblada en Hispanoamérica por: Rebeca Patiño / Xóchitl Ugarte / Mara Campanelli (Redoblaje)
- Doblada en España por: Amalia Catarero

Bellatrix "Bella" Lestrange (de soltera Black) es la primera mortífago en ser presentada en los libros, y el miembro más fiel del círculo íntimo de Voldemort. Bellatrix es retratada como paranoica y fanáticamente devota a Voldemort. Ella obviamente encuentra placenteros los actos de tortura y crueldad, lo que define su personalidad como sádica, como se demuestra cuando mata a su primo, Sirius Black, y cuando tortura, como lo hizo con los Longbottom y con Hermione Granger. Ella es una bruja de habilidad prodigiosa y una de las brujas más malvadas de la saga de Harry Potter, como lo demuestran sus varias victorias en duelos contra otros personajes, y como Harry nota en el último libro.
Bellatrix es hija de Cygnus Black III y Druella Rosier en el año 1951[cita requerida] y tiene dos hermanas: Andrómeda —borrada del árbol familiar por casarse con el hijo de muggles Ted Tonks— y Narcisa. Ella es también prima de Sirius y Regulus Black, y tía de Draco Malfoy y Nymphadora Tonks. Bellatrix se casó con Rodolphus Lestrange después de terminar Hogwarts, ya que "eso era lo que se esperaba de ella". Sin embargo, Rowling dijo en una entrevista que el verdadero amor de Bellatrix era Voldemort. En Harry Potter y el cáliz de fuego, Rowling usa el pensadero de Dumbledore como un elemento de la trama para revelar que Bellatrix, en vez de desertar de Voldemort después de su caída como muchos otros mortífagos, es parte de un grupo de magos tenebrosos —junto con Barty Crouch Jr., Rodolphus y Rabastan Lestrange— que torturó a los conocidos aurores Frank y Alice Longbottom en un intento de obtener información sobre el paradero de Voldemort. Por usar el maleficio Cruciatus para torturar a los Longbottom hasta la locura, Bellatrix y sus tres compañeros fueron condenados a cadena perpetua en Azkaban. Durante el juicio, ella dijo que Voldemort regresaría y los recompensaría. Cuando él regresa, menciona que los Lestrange fueron a Azkaban en vez de renunciar a él y que serán muy recompensados cuando sean sacados de Azkaban.
Catorce años después de la caída de Voldemort, Bellatrix es una de los varios mortífagos que escapan de Azkaban y se reúnen con él. Ella está presente en la batalla del Departamento de Misterios en el clímax de Harry Potter y la Orden del Fénix, en donde un grupo de mortífagos intenta robar la profecía de Sybill Trelawney que trata sobre la caída de Voldemort. Rowling dejó que Bellatrix pruebe sus poderes mágicos durante la misión, donde supera a su sobrina Nymphadora Tonks y a Kingsley Shacklebolt en duelos uno contra uno, mata a su primo Sirius tirándolo a través del velo en la Cámara de la Muerte, y desvía uno de los hechizos de Dumbledore al escaparse; esto demuestra el inmenso poder que posee en realidad. Harry intenta usar el maleficio Cruciatus sobre ella como venganza por matar a Sirius, pero el maleficio no hace efecto debido a la falta de crueldad real detrás de él. Antes de que pueda hacer algo, Bellatrix es controlada por Dumbledore en el Atrio del Ministerio de Magia para poder batirse a duelo con Voldemort. Sin embargo, él último rescata a Bellatrix y la lleva con él al desaparecerse.
Al comienzo de Harry Potter y el misterio del príncipe, Bellatrix intenta evitar que Narcisa le confíe la misión secreta de Draco a Snape en la calle de la Hilandera. Rowling usó la conversación entre Snape y Bellatrix para insinuar que Voldemort sigue furioso con el fracaso de Bellatrix en el libro anterior. Esa conversación también sugiere que Bellatrix desconfía de Snape no solo por su pasado, sino también por varias preguntas válidas sobre su lealtad hacia el Señor de las Tinieblas. Snape sorprende a Bellatrix respondiendo a cada uno de los argumentos y acordando hacer el Juramento Inquebrantable con Narcisa para ayudar a Draco en su misión de asesinar a Albus Dumbledore. Más tarde en el libro, Snape menciona que Bellatrix le había estado enseñando Oclumancia a Draco, en un esfuerzo de ayudarlo con su misión. En la película ella y Fenrir Greyback llegan a la Madriguera y la incendian. Harry y Ginny los persiguen, con Bellatrix gritando "¡Yo maté a Sirius Black!". Su varita es de nogal, 32 cm, fibra de corazón de dragón, rígida, y según Ollivander debe ser tratada con cuidado.
Al inicio de Harry Potter y las reliquias de la Muerte, se insinúa que Voldemort sigue enojado con Bellatrix, como se demuestra cuando se ríe del hecho de que su sobrina Nymphadora se casó con el hombre lobo Remus Lupin. Sin embargo, Voldemort le da a Bellatrix una oportunidad de "podar" su árbol genealógico durante el intento de los mortífagos de capturar a Harry en su partida desde la casa de los Dursley, durante el cual Bellatrix intenta sin éxito matar a Tonks. En este libro, Rowling revela que Bellatrix es la guardiana de la copa de Helga Hufflepuff (aunque no está al tanto de su verdadera naturaleza), la cual Voldemort le ha confiado a los Lestrange para guardarla en su bóveda de Gringotts. Bellatrix y los Malfoy capturan y retienen de manera breve a Harry, Ron y Hermione en la Mansión Malfoy, durante esa secuencia de tiempo, Bellatrix tortura a Hermione con el Maleficio Cruciatus, creyendo que se han metido a su bóveda en Gringotts, pero Dobby aparece y salva a los prisioneros, aunque no antes de ser herido con un cuchillo lanzado por Bellatrix mientras ellos se desaparecían hacia la seguridad. Más tarde en el libro, Harry, Ron y Hermione usan un pelo suelto de Bellatrix para que Hermione se disfrace como ella usando la poción multijugos, para obtener acceso a la bóveda de Gringotts de los Lestrange. Aunque Voldemort aparentemente castiga severamente a Bellatrix y los Malfoy por interrumpir su búsqueda de la Varita de Saúco solo para que Potter se escape y más tarde robe la copa, ella sin embargo pelea por su amo en la batalla de Hogwarts hacia el final de la novela. Rowling dijo en una entrevista que, durante la batalla, fue Bellatrix quien mató a Tonks. Cuando la batalla se reanuda en el Gran Salón después de la supuesta muerte de Harry, Bellatrix se bate a duelo simultáneamente con Hermione, Ginny y Luna, que no son rivales para ella, y casi le da a Ginny con un maleficio asesino. Motivo por el cual una furiosa Molly Weasley se bate a duelo con Bellatrix y lanza un maleficio que golpea a Bellatrix justo en el corazón, matándola. Rowling dijo que ella hizo que Molly mate a Bellatrix para mostrar el gran poder de Molly como bruja y para confrontar el "amor maternal" de Molly con la obsesión con Voldemort de Bellatrix.Tuvo una hija con Lord Voldemort, Delphini Riddle.
En las películas, Bellatrix es interpretada por Helena Bonham Carter.
IGN colocó a Bellatrix en el décimo lugar de su lista de los 25 mejores personajes de Harry Potter, y Joe Utichi de IGN la colocó como su cuarto personaje de Harry Potter favorito, llamándola la "más miserable" de los sirvientes de Voldemort. En la mega encuesta de Harry Potter, de NextMovie.com, Bellatrix fue votada como el villano favorito de la serie. La revista Empire colocó a Bellatrix en el puesto 14 de su lista de los 25 mejores personajes de Harry Potter. El novelista Stephen King nota que, cuando Molly llama a Bellatrix una "perra" después de ver a la mortífago tratando de matar a Ginny fue "el 'perra' más chocante en la ficción reciente", y que muestra qué tan maduros se han vuelto los libros.

### Draco Malfoy
- Estatus: Vivo
- Primera aparición: Harry Potter y la piedra filosofal
- Última aparición: Harry Potter y las reliquias de la Muerte: parte 2
- Interpretado por: Tom Felton
- Doblado en Hispanoamérica por: Alexei Mayén / Miguel Ángel Leal / Gabriel Ramos / Irwin Daayán / Santiago Florentín (Redoblaje)
- Doblado en España por: Nacho Aldeguer / Álvaro de Juan

Draco Lucius Malfoy es uno de los antagonistas en la serie. Es un estudiante de Slytherin. Frecuentemente está acompañado de sus dos cómplices, Vincent Crabbe y Gregory Goyle, que actúan como sus secuaces. Draco es caracterizado como un bravucón cobarde que manipula y hiere a la gente para obtener lo que quiere; sin embargo, es un buen mago y demuestra que no es capaz de asesinar a una persona. Fue interpretado por Tom Felton en todas las películas de Harry Potter.

### Lucius Malfoy
- Estatus: Vivo
- Primera aparición: Harry Potter y la cámara secreta
- Última aparición: Harry Potter y las reliquias de la Muerte: parte 2
- Interpretado por: Jason Isaacs (películas) y Johnny Flynn (serie de televisión)
- Doblado en Hispanoamérica por: Alejandro Vargas Lugo / Octavio Rojas / Pedro Ruiz (Redoblaje)
- Doblado en España por: Carlos Del Pino

Lucius Malfoy es un mortífago y jefe de una familia de magos de sangre pura; vive con su esposa Narcissa Malfoy y su hijo Draco en la Mansión Malfoy en Wiltshire. Lucius era un miembro del consejo de Hogwarts antes de ser despedido, y tiene conexiones muy cercanas en el Ministerio de Magia. Para mantener su reputación e influencia, hace donaciones al Ministerio, a la caridad, y al Hospital San Mungo. Fue educado en Hogwarts donde era prefecto de Slytherin.
En Harry Potter y la cámara secreta, justo antes del segundo año de Harry y de su hijo Draco en Hogwarts, Lucius coloca el diario de Tom Riddle en el caldero de Ginny Weasley mientras está comprando material escolar en Flourish y Blotts, planeando usarla para reabrir la Cámara Secreta, que llevaría a los ataques contra los estudiantes hijos de muggles. Lucius sabía que el diario está embrujado, pero no supo de que era un Horrocrux con una parte del alma de Lord Voldemort dentro. Lucius intenta usar la apertura de la Cámara Secreta por medio de Ginny para así desacreditar al padre de la niña, Arthur Weasley, y a Dumbledore. Los planes de Lucius finalmente son frustrados con la ayuda de Harry Potter y Dobby, el elfo doméstico que servía a los Malfoy, pero no antes de que la Cámara sea abierta y Lucius use el terror consiguiente para influenciar a los demás miembros del Consejo de Hogwarts y que estos desacrediten y despidan a Dumbledore como director. Más tarde, Harry engaña a Lucius para liberar a Dobby. Debido a esto, Lucius intenta atacar a Harry pero Dobby lo desarma antes de que pueda causar algún daño. Lucius es finalmente despojado de su título como gobernador escolar de Hogwarts. A pesar de su despido, sigue teniendo fuertes vínculos con el Ministerio de Magia.
Lucius aparece más tarde, al comienzo de Harry Potter y el cáliz de fuego durante el Campeonato Mundial de Quidditch, compartiendo asientos en la tribuna principal con el ministro de Magia Cornelius Fudge. Más tarde en el libro, cuando Voldemort resurge y convoca a todos sus mortífagos, Malfoy se reúne con él, clamando que había hecho todo lo que podía todo ese tiempo para encontrar a Voldemort y ayudarlo a resurgir (aunque Voldemort sabe que está mintiendo). Harry, que atestigua la declaración de Malfoy de lealtad a Voldemort, le cuenta al Ministro Fudge, que se niega a creerle, y el adinerado Malfoy sigue manteniendo fuertes vínculos con el Ministerio. Durante el clímax de Harry Potter y la Orden del Fénix, Malfoy es el líder del grupo de mortífagos que es enviado a recuperar la profecía en la Sala de Profecías. Lucius intenta obtener la profecía de varias formas de Harry sin romperla, pero el muchacho y sus amigos logran escapar de la Sala. Malfoy finalmente se encuentra con él en la Cámara de la Muerte, en donde Harry está por dársela a Malfoy, cuando la Orden del Fénix irrumpe en el Ministerio y comienza a combatir a los mortífagos. Dumbledore mismo llega al final de la batalla y Malfoy es capturado y enviado a Azkaban.
Para el último libro, Voldemort le ha dado libertad a Malfoy, aunque se ve considerablemente demacrado por el miedo. Voldemort lo trata con gran desprecio secuestrando su casa para usarlo como cuartel general, y forzando a su hijo a hacer obras oscuras contra su naturaleza, provocando simpatía por la familia de mala fama por primera vez en la serie. Voldemort también pide prestada la varita de Lucius, que es accidentalmente destruida por Harry Potter. Más tarde en el libro, Lucius, junto con su esposa y cuñada, accidentalmente permiten que Harry y sus amigos escapen de la Mansión Malfoy. Voldemort los castiga severamente, finalmente poniéndolos bajo arresto domiciliario. A pesar de su posición como un mortífago y partidario de la supremacía de la sangre pura, Lucius decidió que su amor por su familia es más importante que su participación en la batalla. Durante la batalla de Hogwarts, él le ruega a Voldemort que lo deje sobre el campo de batalla para localizar a su hijo. Finalmente, él y el resto de su familia se reúnen al final del libro. Después de la muerte de Voldemort, Lucius, Narcisa y Draco "se escabulleron" de ser enviados a Azkaban, debido a la ayuda de Narcisa a Harry en el bosque prohibido, volviéndose finalmente un mortifago desertor.
La revista Forbes colocó, en 2006, a Lucius Malfoy en el puesto número 12 de los 15 personajes ficticios más adinerados. IGN colocó a Lucius en el decimoquinto lugar de su lista de los 25 mejores personajes de Harry Potter, elogiando la actuación de Jason Isaacs. La revista Empire colocó a Lucius en el puesto 17 de su lista de los 25 mejores personajes de Harry Potter.
En las películas, Lucius es interpretado por Jason Isaacs como adulto. Las escenas con Tony Coburn como un Lucius adolescente fueron eliminadas de la película. Johnny Flynn interpretará al personaje en la serie de televisión Harry Potter.

### Peter Pettigrew
- Estatus: Fallecido
- Primera aparición: Harry Potter y la piedra filosofal (como Scabbers)
- Última aparición: Harry Potter y las reliquias de la Muerte: parte 2 (flashbacks)
- Interpretado por: Timothy Spall / Charles Hughes (joven)
- Doblado por: Carlos del Campo (Hispanoamérica) / Ariel Abadi (Redoblaje)

Peter Pettigrew, apodado Colagusano (Wormtail en la versión original en inglés), es el único mortífago conocido que no estuvo en Slytherin, sino en Gryffindor, cuando estuvo en Hogwarts. Allí, era amigo íntimo de Sirius Black, James Potter y Remus Lupin, aunque era el menos inteligente y talentoso del grupo. Con la ayuda de Sirius y James, Pettigrew se convierte en un animago, con la habilidad de convertirse en una rata. Después de irse de Hogwarts, Pettigrew se une a Voldemort, y a cambio de su propia vida se convierte en espía de Voldemort dentro de la Orden del Fénix, de la cual era miembro. Cuando los Potter se enteran de que su hijo, Harry, es el objetivo de Voldemort, Sirius les sugiere que usen a Pettigrew como guardián del secreto, ya que cree que Voldemort nunca sospecharía de "alguien débil y mediocre" como Pettigrew. Sin embargo, este le cuenta el secreto a Voldemort, un acto que lleva a la muerte de James y Lily (e irónicamente, a la destrucción casi total de Voldemort). Sirius busca vengarse de Pettigrew, pero durante la confrontación, Pettigrew acusa públicamente a Sirius de la muerte de los Potter y de doce muggles, y se corta su propio dedo índice antes de transformarse en rata, culpando así también a Sirius de su propia muerte. Pettigrew es "póstumamente" premiado con la Orden de Merlín, y se esconde durante los siguientes doce años. Queriendo estar al tanto del mundo mágico, se queda en su forma animaga de rata, primero como la mascota de Percy Weasley, y luego como la de Ron Weasley. En esta forma (llamado Scabbers por la familia) le falta un dedo de una pata debido al dedo que se cortó.
Aunque Pettigrew aparece en los primeros libros en la forma de Scabbers, su identidad no es revelada hasta el prisionero de Azkaban. Cuando una fotografía de la familia Weasley aparece en el diario El Profeta, Sirius reconoce la forma animaga de Pettigrew y escapa de Azkaban para atraparlo. Los dos se confrontan en la Casa de los Gritos, en donde Lupin y Black obligan a "Scabbers" a retomar su forma humana. Pettigrew confiesa su traición, clamando haberlo hecho solo para salvar su propia vida. Con Sirius y Lupin a punto de matarlo como venganza, Harry les pide a último momento llevar a Pettigrew al Ministerio de Magia, para probar la inocencia de Sirius. Pettigrew escapa mientras está saliendo de la Casa de los Gritos, cuando Lupin se convierte en hombre lobo. Las acciones de Harry resultan en una deuda de vida por parte de Pettigrew.
Pettigrew regresa al servicio de Voldemort, buscándolo en los bosques de Albania y ayudándolo a regresar con un escuálido cuerpo de bebé. Él rapta a una empleada del Ministerio de Magia llamada Bertha Jorkins, que es capaz de proporcionarle a Voldemort información importante. Pettigrew (casi siempre llamado Colagusano desde este momento) ayuda a Barty Crouch Jr. a vencer a Ojoloco Moody, estableciendo los eventos en el cuarto libro, Harry Potter y el cáliz de fuego. En la confrontación del clímax en ese libro, Colagusano asesina a Cedric Diggory por órdenes de Voldemort, y prepara la poción completa para regenerar a Voldemort, cortándose la mano como uno de los ingredientes. Al regresar a su forma corpórea, Voldemort reemplaza la mano faltante de Colagusano con una de plata que posee cinco dedos intactos y gran fuerza. A pesar de sus acciones, la suerte de Colagusano sigue siendo poca; en Harry Potter y el misterio del príncipe Snape lo trata como un sirviente, y en Harry Potter y las reliquias de la Muerte se le encarga la vigilancia de los prisioneros en el calabozo de la Mansión Malfoy. Mientras Harry y Ron están encerrados allí, Colagusano va a echar un vistazo a los prisioneros y es atacado. Colagusano comienza a estrangular a Harry con la mano de plata, pero cuando Harry le recuerda que una vez le salvó la vida, Colagusano titubea por un momento. Por lo que la mano de plata se vuelve en contra suya y lo estrangula hasta la muerte como castigo por su momento de compasión.
Pettigrew es interpretado por Timothy Spall como un adulto, y por Charles Hughes como un adolescente en las películas. En Harry Potter y las reliquias de la Muerte: parte 1, Pettigrew no es estrangulado hasta la muerte por su mano de plata en la Mansión Malfoy como en el libro; en vez de eso, es golpeado por un hechizo de Dobby y se colapsa, y posiblemente muere. Solo aparece en un flashback en Harry Potter y las reliquias de la Muerte: parte 2.
Rowling ha dicho en una entrevista que los compañeros de Pettigrew dejaron que sea su amigo de una "manera ligeramente condescendiente", y que "resultó ser un mago mejor de lo que ellos creían. Resultó ser mejor escondiendo secretos de lo que creían".
Joe Utichi de IGN lo colocó como su décimo personaje de Harry Potter favorito, elogiando la actuación de Timothy Spall.

### Severus Snape
- Estatus: Fallecido
- Primera aparición: Harry Potter y la piedra filosofal
- Última aparición: Harry Potter y las reliquias de la Muerte: parte 2
- Interpretado por: Alan Rickman / Alec Hopkins (joven) / Benedict Clarke (niño)
- Doblado en Hispanoamérica por: Carlos Segundo / Rolando de Castro / César Monroy / Jorge Badillo / Sebastián Llapur / Héctor Ireta de Alba (niño) / Javier Gómez (Redoblaje)
- Doblado en España por: Juan Fernández / Juan Carlos Gustems

Severus Snape fue uno de los profesores de Hogwarts. Es caracterizado como una persona de una complejidad considerable, cuyo sarcástico exterior oculta sus profundas emociones y dolor. En la primera novela de la serie, Snape es un profesor que es hostil desde el principio hacia Harry y se muestra como antagonista hasta los últimos capítulos. Con el progreso de la serie, el personaje de Snape se hace más complejo. Rowling no revela completamente los detalles de su verdadera lealtad hasta el final del último libro, Harry Potter y las reliquias de la Muerte. Sobre el curso de la serie, la personalidad de Snape evoluciona de la de un profesor malicioso y partidista a la de un personaje fundamental de complejidad considerable y ambigüedad moral. Es interpretado por Alan Rickman en todas las películas de la serie.

### Corban Yaxley
- Estatus: Vivo
- Única aparición: Harry Potter y las reliquias de la Muerte: parte 1
- Interpretado por: Peter Mullan
- Doblado por: Raúl Anaya (Hispanoamérica)

Corban Yaxley es un mortífago que está presente en la batalla de la torre de Astronomía. Es uno de los mortífagos más prominentes, y uno de los espías de Voldemort en el Ministerio de Magia. En Harry Potter y las reliquias de la Muerte, Yaxley es invitado a la Mansión Malfoy para atestiguar el asesinato de Charity Burbage, y discute con Snape sobre la fecha correcta de la partida de Harry de la casa de los Dursley, pero John Dawlish, un auror que es engañado por un miembro de la Orden del Fénix, les da la información incorrecta. Yaxley le anuncia a una impresionada reunión de mortífagos que ha colocado a Pius Thicknesse, el jefe del Departamento de Operaciones Mágicas Especiales, bajo el maleficio Imperius. Él usa a Thicknesse para colocar bajo el mismo maleficio a los jefes de los demás departamentos y que estos le permitan a Voldemort que mate a Rufus Scrimgeour; así, Scrimgeour se convierte en Ministro de Magia.
Cuando Harry, Ron y Hermione, disfrazados como empleados, entran al Ministerio para encontrar el guardapelo de Slytherin, se revela que Yaxley se ha convertido en jefe del Departamento de Operaciones Mágicas Especiales. Él también ayuda a Dolores Umbridge a liderar la Comisión de Registro de Hijos de Muggles, y ambos parecen tener una buena relación, humillando juntos a los hijos de muggles. Ambos son inmovilizados por Harry, pero Yaxley se recupera y sujeta a Hermione mientras esta se está apareciendo con sus amigos a salvo. Yaxley llega con ellos a Grimmauld Place, permitiéndole revelar su cuartel general a los mortífagos, pero no la localización en la que el trío se aparece inmediatamente después.
Él participa en la batalla de Hogwarts, donde se bate a duelo con el profesor Flitwick y es más tarde visto entre aquellos que esperan con Voldemort que Harry vaya ante él, creyendo equivocadamente que Harry no vendría. Cuando la batalla se reanuda, él es derrotado por George Weasley y Lee Jordan.
Peter Mullan interpreta a Yaxley en Harry Potter y las reliquias de la Muerte: parte 1.

## Paralelismos entre ficción y realidad

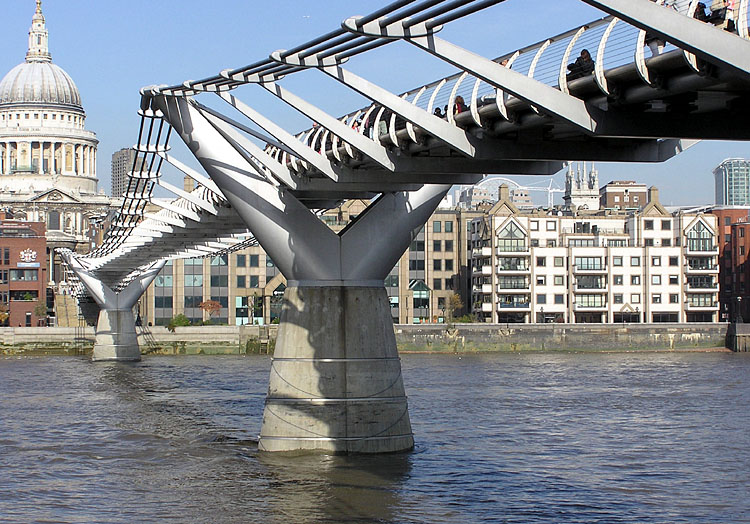
En Harry Potter y el misterio del príncipe, los mortífagos destruyen el Puente del Milenio.

A propósito del estreno de El misterio del príncipe, algunos críticos señalaron parecidos entre el accionar de los mortífagos y el de grupos terroristas que existen en el mundo real. En una de las escenas iniciales presentadas en el filme, las tropas de Voldemort se lanzan en un ataque aéreo sobre Londres, más específicamente contra los negocios del callejón Diagon donde llevan a cabo un secuestro; acto seguido, las fuerzas del Innombrable producen el colapso del Puente del Milenio –emplazado en el centro de la capital inglesa– destruyéndolo "en algo que se parece extrañamente para el mundo de los no magos a un atentado terrorista". En el libro homónimo, se menciona la destrucción de un puente en Brockdale –que produce la muerte de decenas de muggles– y diversos estragos producidos por los mortífagos a lo largo de Inglaterra, lo cual se vuelve un problema de Estado tanto para los brujos como para los no magos.
Cuando se publicó el libro Harry Potter y el misterio del príncipe se le preguntó a J. K. Rowling por las correspondencias entre las fuerzas de Voldemort y el terrorismo. La autora declaró que no había escrito pensando en la realidad del mundo tras el 11 de septiembre de 2001 pero que la situación del mundo debió ser una influencia inconsciente. De hecho, Rowling planeaba leer el capítulo inicial en una lectura de presentación, pero los atentados ocurridos en Londres el 7 de julio de 2005 –días antes de la lectura– le hicieron cambiar de opinión ya que en ese capítulo se mencionaban los estragos ocurridos en el país.
Un paralelismo mucho más evidente, lo podemos encontrar entre los mortífagos, los discursos ultraderechistas del siglo XX y los que sobreviven en la actualidad, tanto por lo establecido desde la indumentaria, semejante a la del Ku Klux Klan, como por el concepto de pureza de sangre, presente en la ideología nazi y en las tendencias elitistas de todos los regímenes dominantes.